# Orobanche sideana
Orobanche sideana är en snyltrotsväxtart som beskrevs av Alexander Gilli. Orobanche sideana ingår i släktet snyltrötter, och familjen snyltrotsväxter. Inga underarter finns listade i Catalogue of Life.